# مناطق شهرداری اصفهان

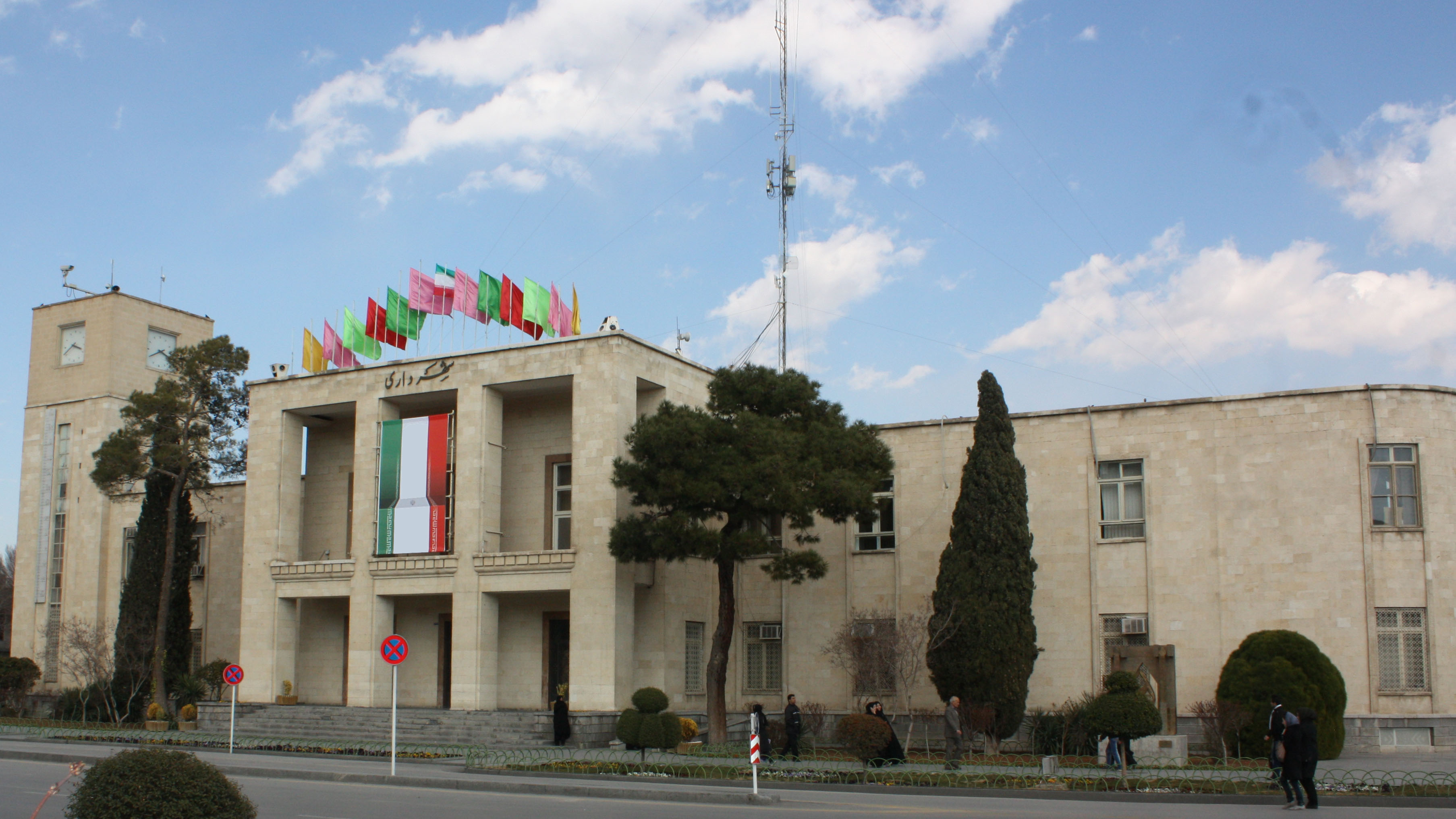
ساختمان مرکزی شهرداری اصفهان

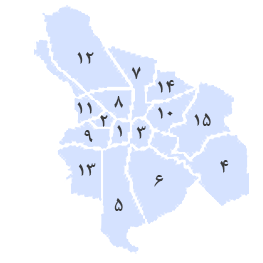
مناطق شهرداری اصفهان

کلانشهر اصفهان به ١۵ منطقه شهری تقسیم شده‌است.

## فهرست مناطق شهری
| ۷۹٬۰۹۱ |

| ۶۹٬۱۲۰ |

| ۱۱۰٬۳۶۸ |

| ۱۳۳٬۷۳۱ |

| ۱۱۲٬۱۲۹ |